# 1951 у літературі

## Нагороди
- Нобелівську премію з літератури отримав шведський письменник Пер Лаґерквіст.

## Народились
- 20 вересня — Хав'єр Маріас, іспанський письменник, перекладач, журналіст.

## Померли
- 6 січня — Майла Талвіо, фінська письменниця та перекладач, феміністка.

## Нові книжки
- Кавабата Ясунарі. Мейдзін.
- Джером Селінджер. Над прірвою у житі
- Маргеріт Юрсенар. Спогади Адріана